# Wotton FC
Der Wotton Football Club ist ein Fußballverein aus Barbados mit Sitz in der Stadt Wotton (Provinz Christ Church). Derzeit spielt der Verein in der Premier Division, die höchste Spielklasse des Landes und erreichte 2023 mit Platz 5 die historisch beste Ligaplatzierung des Vereins. Über das Gründungsdatum ist nichts bekannt.

## Geschichte
Der Verein spielte 2016 in der Drittklassigen Second Division und stieg im selben Jahr in die Zweite auf. Später (2018/19) wurde Wotton Vizemeister und stieg erstmals in der Primera Division auf, wo dieser bis heute noch spielt.

## Erfolge
- 2018/19: Aufstieg in die 1. Liga + Vizemeister in der First Division (2. Liga)